# فهرس برنارد
فهرس بيرنارد أو قائمة السدم المظلمة، هو فهرس أنشأه العالم إدوارد إيمرسون برنارد لتصنيف السدم المظلمة الموجودة في الكون ، ويحتوي تصنيفه على 366 جرما سماويا. من أهمها سديم الأفعى وسديم رأس الحصان، ولكنها ليست جميعها سدما فمع أنه ظنها سدما مظلمة إلى أنه اتضح لاحقاً أن بعضها ليست كذلك، نسخة عام 1919 تضم 182 سديم  توفي العالم بيرنارد في عام 1923م، ونُشر تصنيفه في عام 1927م.

## من أهم السدم المظلمة في فهرس بيرنارد
- بيرنارد 33 (سديم رأس الحصان).
- بيرنارد 72 (سديم الأفعى).
- بيرنارد 59 (سديم المزمار).

## أجسام بيرنارد
- بيرنارد 1
- بيرنارد 3
- بيرنارد 5
- بيرنارد 6
- بيرنارد 7
- بيرنارد 8
- بيرنارد 11
- بيرنارد 12
- بيرنارد 13
- بيرنارد 14
- بيرنارد 15
- بيرنارد 18
- بيرنارد 20
- بيرنارد 21
- بيرنارد 24
- بيرنارد 25
- بيرنارد 28
- بيرنارد 30
- بيرنارد 32
- بيرنارد 33 - سديم رأس الحصان
- بيرنارد 34
- بيرنارد 35
- بيرنارد 35
- بيرنارد 36
- بيرنارد 37
- بيرنارد 40
- بيرنارد 41
- بيرنارد 42
- بيرنارد 43
- بيرنارد 44
- بيرنارد 45
- بيرنارد 51
- بيرنارد 62
- بيرنارد 63
- بيرنارد 64
- بيرنارد 67 - جزء من سديم الأنابيب
- بيرنارد 68
- بيرنارد 72 - سديم الأفعى
- بيرنارد 75
- بيرنارد 80
- بيرنارد 81
- بيرنارد 84
- بيرنارد 84
- بيرنارد 85, الجزء المظلم من سديم تريفيد
- بيرنارد 86
- بيرنارد 87
- بيرنارد 88, الجزء المظلم من سديم البحيرة
- بيرنارد 90
- بيرنارد 92
- بيرنارد 93
- بيرنارد 94
- بيرنارد 95
- بيرنارد 95
- بيرنارد 97
- بيرنارد 100
- بيرنارد 103
- بيرنارد 104
- بيرنارد 107
- بيرنارد 108
- بيرنارد 108
- بيرنارد 109
- بيرنارد 112
- بيرنارد 113
- بيرنارد 116
- بيرنارد 119
- بيرنارد 126
- بيرنارد 128
- بيرنارد 130
- بيرنارد 133
- بيرنارد 136
- بيرنارد 138
- بيرنارد 140
- بيرنارد 141
- بيرنارد 142
- بيرنارد 143
- بيرنارد 144
- بيرنارد 145
- بيرنارد 146
- بيرنارد 147
- بيرنارد 150
- بيرنارد 152
- بيرنارد 153
- بيرنارد 155
- بيرنارد 157
- بيرنارد 159
- بيرنارد 163
- بيرنارد 164
- بيرنارد 168
- بيرنارد 168 ممر مظلم مرتبط بسديم الشرنقة
- بيرنارد 169
- بيرنارد 171
- بيرنارد 175
- بيرنارد 202
- بيرنارد 203
- بيرنارد 210
- بيرنارد 219
- بيرنارد 223
- بيرنارد 225
- بيرنارد 229
- بيرنارد 230
- بيرنارد 234
- بيرنارد 241
- بيرنارد 243
- بيرنارد 244
- بيرنارد 245
- بيرنارد 246
- بيرنارد 250
- بيرنارد 251
- بيرنارد 252
- بيرنارد 254
- بيرنارد 256
- بيرنارد 257
- بيرنارد 259
- بيرنارد 261
- بيرنارد 265
- بيرنارد 266
- بيرنارد 268
- بيرنارد 270
- بيرنارد 272
- بيرنارد 275
- بيرنارد 276
- بيرنارد 277
- بيرنارد 279
- بيرنارد 280
- بيرنارد 281
- بيرنارد 287
- بيرنارد 297
- بيرنارد 303
- بيرنارد 308
- بيرنارد 310
- بيرنارد 312
- بيرنارد 312
- بيرنارد 314
- بيرنارد 320
- بيرنارد 321
- بيرنارد 326
- بيرنارد 327
- بيرنارد 330
- بيرنارد 331
- بيرنارد 333
- بيرنارد 337
- بيرنارد 338
- بيرنارد 339
- بيرنارد 341
- بيرنارد 343
- بيرنارد 344
- بيرنارد 346
- بيرنارد 346
- بيرنارد 347
- بيرنارد 352
- بيرنارد 354
- بيرنارد 356
- بيرنارد 357
- بيرنارد 361
- بيرنارد 363
- بيرنارد 365
- بيرنارد 366